# Uma Tarde na Fruteira
Uma Tarde na Fruteira é o quarto e último álbum de estúdio do músico brasileiro Flávio Basso, lançado em 2007 pela gravadora espanhola Elefant Records. Diferente de seus antecessores Plastic Soda e Hisscivilization, é maioritariamente cantado em português, possuindo uma psicodelia mais "acessível" desde a sua estreia de 1997, A Sétima Efervescência, em termos de sonoridade. 
O álbum foi relançado no Brasil pela Monstro Discos em 2008, com capa e tracklist diferentes; enquanto a versão original da Elefant Records é uma compilação com algumas faixas inéditas no meio, a versão da Monstro Discos contém apenas as faixas novas e são todas cantadas em português.
Foram feitos videoclipes para as faixas "A Marchinha Psicótica de Dr. Soup"  e "Mademoiselle Marchand". 
A faixa "Beatle George" é uma homenagem ao ex-Beatle George Harrison.

## Covers e aparições na mídia
Rogério Skylab fez um cover de "Na Casa de Mamãe" para seu álbum Skygirls, de 2009, e "A Marchinha Psicótica de Dr. Soup" para seu álbum de 2019 Crítica da Faculdade do Cu. As primeiras versões de "A Marchinha Psicótica de Dr. Soup" e "As Mesmas Coisas" apareceram na trilha sonora do filme de animação de 2006 Wood & Stock: Sexo, Orégano e Rock'n'Roll.

## Recepção critica
Uma Tarde na Fruteira recebeu críticas positivas após seu lançamento. Stewart Mason, da AllMusic, deu 3,5 de 5 estrelas, descrevendo-o como uma "reconstrução/história de álbum duplo da era mais vibrante da música brasileira - aproximadamente desde o nascimento da bossa nova até a extinção da Tropicália, ou final dos anos 50 até o início dos anos 70". Ele elogiou o álbum como sendo "ricamente melódico e instantaneamente memorável". Bruno Yutaka Saito, da Folha de S.Paulo, também se manifestou favoravelmente ao disco, comparando sua sonoridade "eclética" às obras de Caetano Veloso, Roberto Carlos e Stereolab. 
Escrevendo para seu site Trabalho Sujo em 2009, Alexandre Matias incluiu o álbum em sua lista dos 50 Maiores Álbuns de 2008, em 24º lugar.
O Site La Cumbuca incluiu Uma Tarde na Fruteira em 198º lugar em sua lista dos 200 melhores álbuns brasileiros dos anos 2000.

## Lista de faixas

### Versão Elefant Records (2007)
Todas as faixas escritas e compostas por Júpiter Maçã. "Over the Universe", "Collectors Inside Collection" and "Plastic Soda" foram originalmente apresentados em Plastic Soda (1999); "Act Not Surprised", "Tropical Permanent Holidays", "Metropole" e "The Futuristica Waltz" foram originalmente apresentados em Hisscivilization (2002). 
| N.º            | Título                              | Duração |  |
| 1.             | "A Marchinha Psicótica de Dr. Soup" | 4:42    |  |
| 2.             | "Tema de Júpiter Maçã"              | 3:54    |  |
| 3.             | "Base Primitiva Revisitada"         | 3:49    |  |
| 4.             | "Over the Universe"                 | 5:13    |  |
| 5.             | "A Menina Super Brasil"             | 4:20    |  |
| 6.             | "Act Not Surprised"                 | 4:48    |  |
| 7.             | "Little Raver"                      | 3:00    |  |
| 8.             | "Collectors Inside Collection"      | 4:38    |  |
| 9.             | "Tropical Permanent Holidays"       | 4:10    |  |
| 10.            | "Mademoiselle Marchand"             | 4:03    |  |
| 11.            | "Metropole"                         | 6:45    |  |
| 12.            | "The Futuristica Waltz"             | 3:39    |  |
| 13.            | "Síndrome de Pânico"                | 4:24    |  |
| 14.            | "Plastic Soda"                      | 4:44    |  |
| 15.            | "Carvão Sobre Tela"                 | 4:12    |  |
| 16.            | "Um Sorvete com Vocês"              | 4:20    |  |
| 17.            | "A Marchinha (Reprise)"             | 1:49    |  |
| Duração total: | Duração total:                      | 66:06   |  |

### Versão Monstro Discos (2008)
Todas as faixas escritas e compostas por Júpiter Maçã. 
| N.º            | Título                              | Duração |  |
| 1.             | "A Marchinha Psicótica de Dr. Soup" | 4:42    |  |
| 2.             | "Tema de Júpiter Maçã"              | 3:54    |  |
| 3.             | "Base Primitiva Revisitada"         | 3:49    |  |
| 4.             | "As Mesmas Coisas"                  | 5:47    |  |
| 5.             | "Little Raver"                      | 3:00    |  |
| 6.             | "A Menina Super Brasil"             | 4:20    |  |
| 7.             | "Plataforma 6"                      | 4:22    |  |
| 8.             | "Síndrome de Pânico"                | 4:24    |  |
| 9.             | "Na Casa de Mamãe"                  | 6:14    |  |
| 10.            | "Beatle George"                     | 3:40    |  |
| 11.            | "Mademoiselle Marchand"             | 4:03    |  |
| 12.            | "Carvão Sobre Tela"                 | 4:12    |  |
| 13.            | "Viola de Aço"                      | 6:15    |  |
| 14.            | "Um Sorvete com Vocês"              | 4:20    |  |
| 15.            | "A Marchinha (Reprise)"             | 1:49    |  |
| Duração total: | Duração total:                      | 84:00   |  |

## Ficha Técnica[9]
- Júpiter Maçã – vocais, baixo, guitarra elétrica, guitarra clássica, órgão elétrico, piano, bateria, kazoo, percussão
- Thalita Freitas – backing vocals, percussão
- Cuca Medina – backing vocals, sintetizador, flauta
- Rodrigo Souto – bateria, percussão
- Astronauta Pinguim – órgão elétrico, Moog
- Bibiana Graeff – acordeão, sintetizador, marimba
- Luciano Bolobang – bateria, percussão
- Clayton – bateria
- Gustavo Dreher – flauta
- Lúcio Vassaratt – sitar
- Ray-Z – guitarra elétrica
- Zé do Trompete – trompete
- Thomas Dreher – produção
- Gregorio Soria – arte da capa (versão de 2007)